# Analytica Chimica Acta
Analytica Chimica Acta, abgekürzt Anal. Chim. Acta ist eine wissenschaftliche Fachzeitschrift, die vom Elsevier-Verlag veröffentlicht wird. Die erste Ausgabe erschien im Jahr 1947. Derzeit erscheint die Zeitschrift vierzigmal im Jahr. Es werden Artikel aus allen Bereichen der analytischen Chemie veröffentlicht.
Der Impact Factor lag im Jahr 2023 bei 5,7. Nach der Statistik des ISI Web of Knowledge wurde das Journal 2014 in der Kategorie analytische Chemie an fünfter Stelle von 74 Zeitschriften geführt.
Als Chefherausgeber fungiert ein Kollektiv aus zehn Wissenschaftlern.